# Paul Gosar
Paul Anthony Gosar  (/ˈɡoʊsɑr/ GO-sarr, Rock Springs, 27 de novembro de 1958) é um político americano e ex-dentista que serve como o congressista dos Estados Unidos pelo quarto distrito estado do Arizona  desde 2013. Republicano, foi eleito em 2010 para representar o 1º distrito congressional vizinho até o redistritamento. O distrito de Gosar inclui a maior parte do oeste rural do Arizona, a totalidade de Prescott e vários subúrbios de Phoenix.
O jornal The Arizona Republic chamou Gosar de "o membro mais controverso do Arizona no Congresso". Ele promoveu teorias da conspiração e foi um defensor linha-dura do presidente Donald Trump.